# DFL-Ligapokal 2006
Der DFL-Ligapokal 2006 (offiziell Premiere Ligapokal 2006) war die 11. Auflage des Wettbewerbs und wurde von Werder Bremen durch ein 2:0 gegen den FC Bayern München im Finale von Leipzig gewonnen. Es nahmen die sechs bestplatzierten Mannschaften der vergangenen Bundesligasaison teil, da der FC Bayern München das Double gewonnen hatte. Torschützenkönig wurde Ivan Klasnić von Werder Bremen mit zwei Treffern.

## Turnierverlauf

### Vorrundenspiele
| Datum                      |               | Ergebnis              |                     | Ort                   |
| -------------------------- | ------------- | --------------------- | ------------------- | --------------------- |
| 29. Juli 2006 um 15:30 Uhr | Hamburger SV  | 1:0 (0:0)             | Hertha BSC          | LTU arena, Düsseldorf |
| 29. Juli 2006 um 18:15 Uhr | FC Schalke 04 | 1:1 (1:1) (9:8 i. E.) | Bayer 04 Leverkusen | LTU arena, Düsseldorf |

### Halbfinale
| Datum                       |                   | Ergebnis        |               | Ort                    |
| --------------------------- | ----------------- | --------------- | ------------- | ---------------------- |
| 1. August 2006 um 20:30 Uhr | Werder Bremen     | 2:1 (0:0)       | Hamburger SV  | Weserstadion, Bremen   |
| 2. August 2006 um 20:30 Uhr | FC Bayern München | 0:0 (4:1 i. E.) | FC Schalke 04 | Allianz Arena, München |

### Finale
| Paarung           | SV Werder Bremen – FC Bayern München |
| Ergebnis          | 2:0 (1:0) |
| Datum             | 5. August 2006 um 18:00 Uhr |
| Stadion           | Zentralstadion, Leipzig |
| Zuschauer         | 41.300 |
| Schiedsrichter    | Manuel Gräfe (Berlin) |
| Tore              | 1:0 Ivan Klasnic (29.) 2:0 Ivan Klasnic (66.) |
| SV Werder Bremen  | Tim Wiese – Patrick Owomoyela, Frank Fahrenhorst, Naldo, Pierre Womé – Torsten Frings , Daniel Jensen (77. Leon Andreasen), Christian Schulz (81. Jurica Vranješ) – Diego, Ivan Klasnić, Miroslav Klose (60. Aaron Hunt) Cheftrainer: Thomas Schaaf                  |
| FC Bayern München | Oliver Kahn – Willy Sagnol, Lúcio, Daniel van Buyten, Philipp Lahm (46. Andreas Ottl) – Owen Hargreaves, Ali Karimi, Bastian Schweinsteiger (46. Julio dos Santos) – Roque Santa Cruz, Roy Makaay, Lukas Podolski (46. Hasan Salihamidžić) Cheftrainer: Felix Magath |
| Gelbe Karten      | Diego – keine |

## Torschützen
| Rang | Spieler         | Verein              | Tore |
| ---- | --------------- | ------------------- | ---- |
| 1    | Ivan Klasnić    | Werder Bremen       | 2    |
| 2    | Marcelo Bordon  | FC Schalke 04       | 1    |
|      | Torsten Frings  | Werder Bremen       | 1    |
|      | Vincent Kompany | Hamburger SV        | 1    |
|      | Boubacar Sanogo | Hamburger SV        | 1    |
|      | Mohamed Zidan   | Werder Bremen       | 1    |
| ET   | Darío Rodríguez | Bayer 04 Leverkusen | 1    |